# Civic
Civic es el nombre con el que comúnmente se conoce el distrito financiero de Canberra, capital de Australia. También se conoce como centro cívico, centro de la ciudad, ciudad de Canberra y Canberra, pero el nombre oficial del barrio es City.
City fue establecido en 1927, aunque el nombre de la división de la ciudad no fue declarado hasta el 20 de septiembre de 1928. El diseño de Walter Burley Griffin de Canberra incluye un "Centro Cívico" con un "centro de Mercado" independiente ubicado en lo que ahora es Russell. Sin embargo el primer ministro Stanley Bruce vetó esta idea y sólo el Centro Cívico se desarrolló, mientras que la idea del centro de Mercado fue abandonada.

## Características
El área tiene límites relativamente bajos de altura en los edificios en compartación al área céntrica de una gran ciudad: la altura máxima de los edificios en el Civic es de 617 metros sobre el nivel del mar, [3] que deriva de la altitud de la Casa del Parlamento. Este límite de altura es equivalente a aproximadamente un edificio de oficinas de 12 plantas y/o un edificio residencial de 15 plantas.
Civic posee el área de discotecas más grandes de la ciudad y experimenta altos niveles de violencia relacionada con el alcohol. Más de 600 agresiones se produjeron en la ciudad entre diciembre de 2010 y diciembre de 2013, cuatro veces más que el siguiente peor suburbio de Canberra, Belconnen.

## Historia

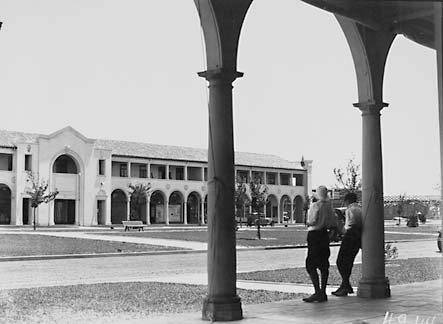
El Sydney Building en 1929.

Antes del desarrollo de la ciudad de Canberra, no había un centro comercial claro para la zona, que no sea cercano a Queanbeyan. La tienda de Murray, considerada la primera tienda al por menor de la zona, operó en una casa construida en 1874, dentro de los límites actuales del Commonwealth Park, al este de lo que hoy es Nerang Pool. Se quemó en 1923.
El plan de Griffin separaba el centro nacional y el centro administrativo de la ciudad, ahora el Triángulo del Parlamento, del Centro Cívico, el área comercial principal. El centro comercial fue planeado para estar en lo que Griffin describe como el Eje Municipal que fue proyectado para funcionar al noroeste de Mount Pleasant. Las variaciones con respecto al plan de Griffin que afectanron a la ciudad incluyeron el abandono de un tren metropolitano y una reducción de las anchuras de algunas calles, incluyendo de London Circuit que fue planeado para ser de 61 metros y se redujo a 30 metros.
Los primeros edificios importantes previstos para el centro comercial eran los edificios Melbourne y Sydney. La construcción comenzó en 1926 y finalmente se completó en 1946. Inmediatamente después de la Segunda Guerra Mundial, los edificios todavía componen la parte principal de Civic y el Blue Moon Café era el único lugar para ir a comer, aparte del hotel Canberra y el hotel Civic.
Hasta la década de 1960, los habitantes de Canberra encontraron el entorno minorista frustrante. Muchos hicieron sus compras semanales en Queanbeyan, donde el distrito central de negocios era más compacto. Las principales compras se hicieron en Sídney. En 1963, el centro comercial de Monaro (ahora Canberra Centre) abrió sus puertas. Se incluyó una tienda departamental.

## Demografía

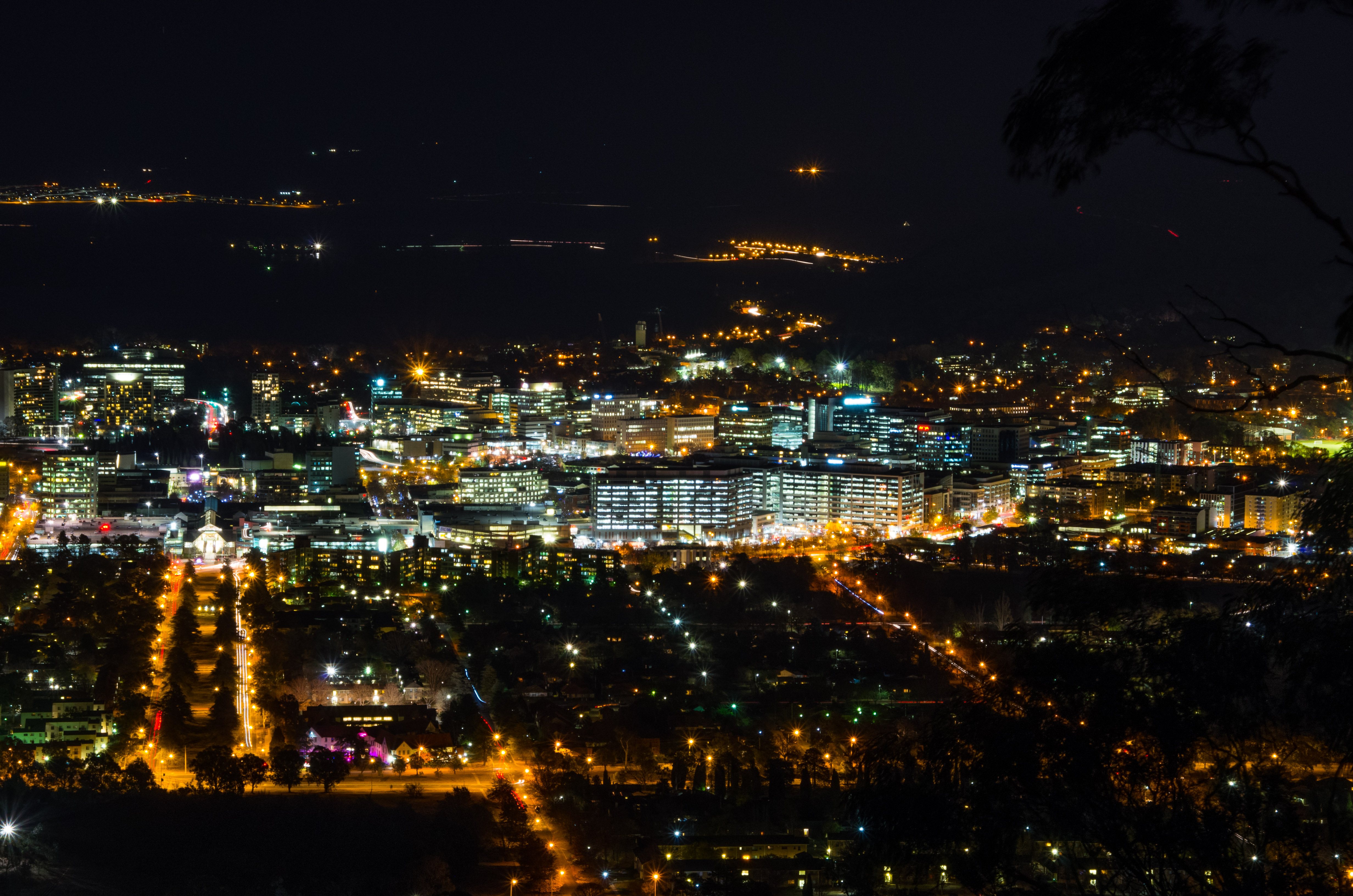
Vista nocturna del centro cívico de Canberra.

En el censo de 2011, la población de Civic era de 2.823 habitantes, incluyendo nueve (0,3%) personas indígenas y 1.095 (38,8%) nacidos en Australia. El 99,4% de las viviendas eran pisos, unidades o apartamentos (promedio australiano: 13,6%), mientras que el 0,6% eran residencias de estilo Terraced house (promedio de Australia: 9,9%) y no había casas separadas (en comparación con la media de Australia de 75,6 %).
El 37,1% de la población eran profesionales, en comparación con la media de Australia del 21,3%. Cabe destacar que el 19,1% trabajaba en la administración pública, en comparación con la media de Australia del 1,3%, aunque el promedio de Canberra en toda la ciudad es de un 20,1%. El 38,8% de la población no tenía religión, en comparación con el promedio del Territorio de la Capital Australiana de 28,9% y el promedio de Australia del 22,3%. El 14,7% de la población nació en China, 4,6% en Malasia, un 3,6% en Singapur, un 3,1% en Corea del Sur y el 2,9% en Hong Kong (en cada caso supera alrededor de 10 veces la media de Australia, con excepción de Singapur, que superó el porcentaje unas 18 veces). El 56,4% de la población nació en el extranjero, el porcentaje más alto para cualquier suburbio de Canberra, a excepción de Acton.

## Sitios notables
Hotel Civic

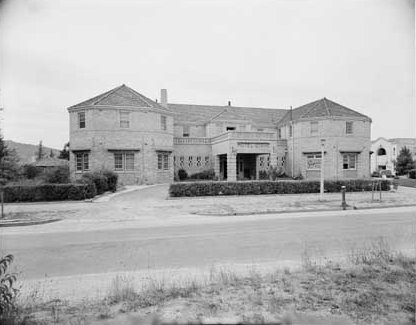
Hotel Civic Canberra.

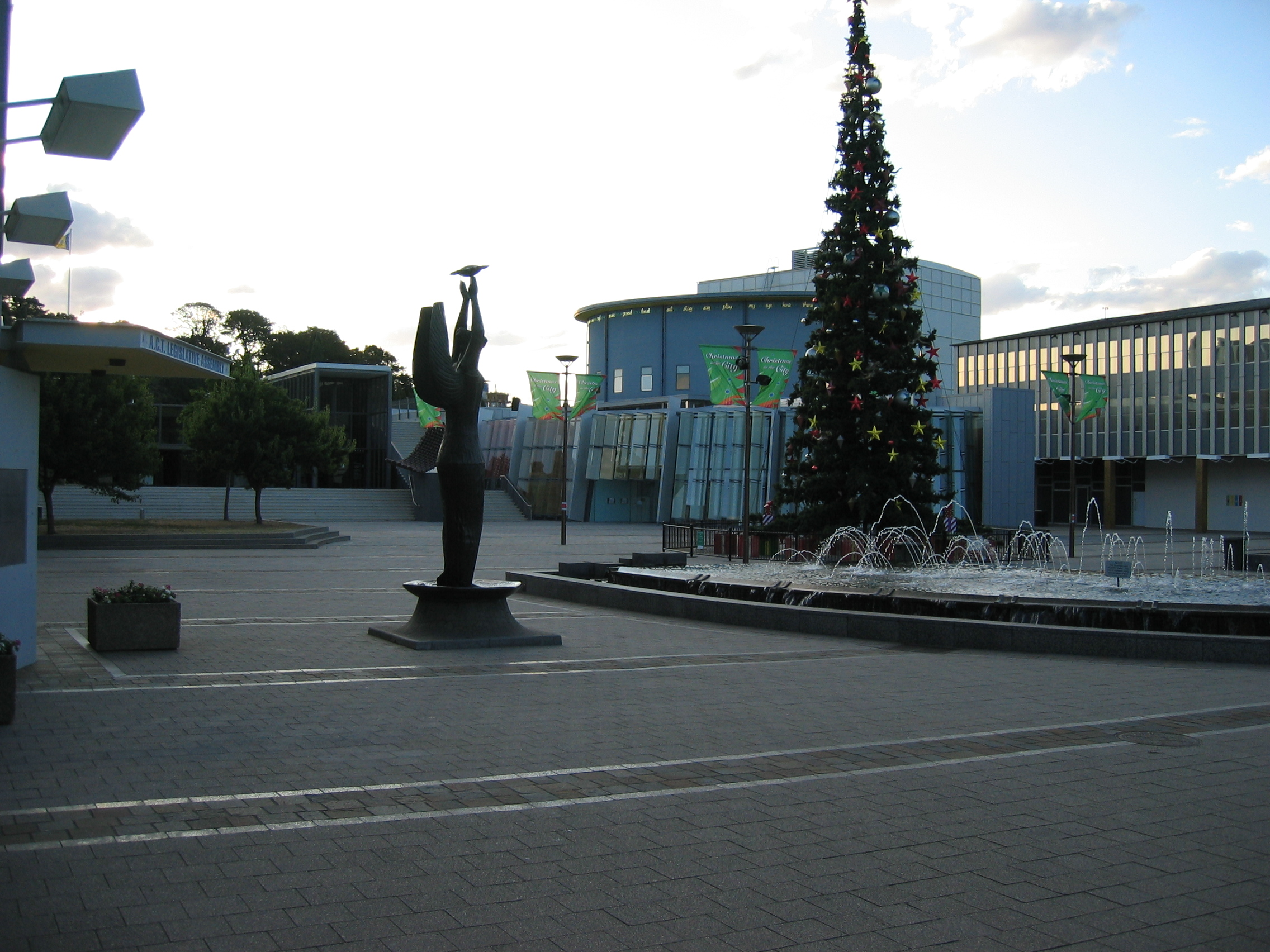
Civic Square.

Fue inaugurado en 1935. Fue construida en un estilo art déco de ladrillos de la ciudad. Fue demolido a finales de 1984. En 1965, el hotel fue escenario de una protesta por la segregación de las mujeres en el edificio.
Melbourne y Sydney Buildings
Los edificios Melbourne y Sydney se basaron en los principios de diseño establecidos por John Sulman en forma de croquis. El trabajo de diseño fue finalizado por John Hunter Kirkpatrick. Los edificios establecieron el modelo de columnata, un elemento de diseño importante a lo largo del área de Civic.
De 1944 a 1953, el University College de Canberra funcionó en el edificio Melbourne. El 11 de abril de 1953, el edificio Melbourne fue severamente dañado por un incendio y el colegio se trasladó (luego se convirtió en la Universidad Nacional Australiana). El 17 de febrero de 2014, el edificio Sydney fue dañado de manera significativa por un incendio que se inició con una explosión en un restaurante japonés de la plata baja en hotas de la mañana. El fuego fue controlado con rapidez, pero no se extinguió hasta la madrugada el 18 de febrero de 2014. Durante el incendio, una sección del techo colapsó. Este fue el segundo incendio en el edificio. En 2002 un incendio dañado un bar, provocando también un colapso parcial del techo.
Civic Square
Civic Square alberga la Asamblea Legislativa del Territorio de la Capital Australiana, el Museo y Galería de Canberra, la Biblioteca Municipal y el Teatro de Canberra, así como muchas organizaciones culturales locales. Civic Square fue diseñado por los arquitectos Yuncken Freeman y terminado en 1961. Está situado dentro de un eje principal del diseño de Griffin que une la City Hill y el Monte Ainslie. Griffin pretendió que la plaza sea "el corazón de la ciudad".
Canberra Centre
El centro comercial más importante del distrito es Canberra Centre. Abierto como el centro comercial Monaro en 1963, fue el primer de su tipo de tres plantas de Australia, completamente bajo techo y con aire acondicionado. Fue inaugurado por el primer ministro Robert Menzies.